# جيان كورادو غروس
جيان كورادو غروس (بالإيطالية: Gian Corrado Gross)‏ هو سباح إيطالي، ولد في 11 فبراير 1942 في برلين في ألمانيا، وتوفي في 30 يونيو 2016 في بورتوغروارو في إيطاليا.

## وصلات خارجية
- جيان كورادو غروس على موقع الاتحاد الدولي للسباحة (الإنجليزية)
- جيان كورادو غروس على موقع اللجنة الأولمبية الدولية (الإنجليزية)
- جيان كورادو غروس على موقع أوليمبيديا (الإنجليزية)